# Tan Aik Mong
Tan Aik Mong (* 6. April 1950 in Penang; † 31. Mai 2020) war ein malaysischer Badmintonspieler. Tan Aik Huang ist sein älterer Bruder.

## Karriere
Tan Aik Mong verzeichnete als größten Erfolg den Gewinn der Badminton-Asienmeisterschaft 1971 im Herreneinzel. Mit dem Team wurde er bei derselben Veranstaltung Vizemeister. Bei den Südostasienspielen 1973 reichte es in beiden Wertungen nur noch zu Platz 2. Bei den All England wurde er 1969 Dritter im Doppel und 1972 Dritter im Einzel. An den Olympischen Sommerspielen 1972, wo Badminton als Demonstrationssportart ausgetragen wurde, nahm er im Einzel und im Doppel teil, schied in beiden Disziplinen jedoch in der ersten Runde aus.

## Sportliche Erfolge
| Jahr | Veranstaltung                                    | Disziplin    | Platz | Name                                                             |
| ---- | ------------------------------------------------ | ------------ | ----- | ---------------------------------------------------------------- |
| 1966 | Penang Junior Championships                      | Herreneinzel | 1     | Tan Aik Mong                                                     |
| 1966 | Asian Schoolboys International Championships     | Herreneinzel | 3     | Tan Aik Mong                                                     |
| 1967 | National Schools Championships                   | Herreneinzel | 1     | Tan Aik Mong                                                     |
| 1967 | Penang Schools Sports Council Open Championships | Herreneinzel | 1     | Tan Aik Mong                                                     |
| 1967 | Penang Schools Sports Council Open Championships | Herrendoppel | 1     | Tan Aik Mong / Thean Chye                                        |
| 1968 | Asienstudentenmeisterschaft                      | Herreneinzel | 1     | Tan Aik Mong                                                     |
| 1968 | Penang Closed Championships                      | Herrendoppel | 1     | Tan Aik Mong / Tan Aik Huang                                     |
| 1968 | Penang Closed Championships                      | Herreneinzel | 1     | Tan Aik Mong                                                     |
| 1969 | All England                                      | Herrendoppel | 3     | Tan Aik Mong / Tan Aik Huang                                     |
| 1969 | Penang Closed Championships                      | Herreneinzel | 1     | Tan Aik Mong                                                     |
| 1969 | Penang Closed Championships                      | Herrendoppel | 1     | Tan Aik Mong / Tan Aik Huang                                     |
| 1969 | Singapore Pesta                                  | Herreneinzel | 2     | Tan Aik Mong                                                     |
| 1969 | Singapore Pesta                                  | Herrendoppel | 3     | Tan Aik Mong / Tan Aik Huang                                     |
| 1971 | Asienmeisterschaft                               | Herreneinzel | 1     | Tan Aik Mong                                                     |
| 1971 | Asienmeisterschaft                               | Team         | 2     | Malaysia (Tan Aik Mong, Tan Aik Huang, Abdul Rahman, Ng Tat Wai) |
| 1972 | Singapore Open                                   | Herreneinzel | 2     | Tan Aik Mong                                                     |
| 1972 | Olympia                                          | Herrendoppel | 5     | Tan Aik Mong / Bandid Jaiyen                                     |
| 1972 | Olympia                                          | Herreneinzel | 5     | Tan Aik Mong                                                     |
| 1972 | All England                                      | Herreneinzel | 3     | Tan Aik Mong                                                     |
| 1972 | Jakarta Open                                     | Herrendoppel | 2     | Tan Aik Mong / Tan Aik Huang                                     |
| 1973 | Südostasienspiele                                | Herreneinzel | 2     | Tan Aik Mong                                                     |
| 1973 | Südostasienspiele                                | Team         | 2     | Malaysia                                                         |